# Kaya Sultan
Kaya Sultan (1633–1659) byla osmanská princezna, dcera sultána Murada IV. V roce 1644 byla provdána za Meleka Ahmeda Paşu. Zemřela krátce po porodu ve věku 26 let, kvůli porodním komplikacím. Slavný osmanský cestovatel Evliya Çelebi o ní psal ve své knize "Kniha cestování".  Přesně se tam píše o jejím těhotenství a následné smrti.

## Dětství
Sultánka Kaya se narodila sultánu Muradovi, který byl známý jako autokratický a krutý vládce. Manželství dcer sultánů bylo využíváno pouze pro politické účely a Kaya nebyla výjimkou. Byla provdána za Ahmed, když jí bylo pouhých 13 let. Ahmed se pak stal osmanským velkovezírem. Jejich manželství bylo oficiálně uzavřeno v roce 1644, kdy Kaya otěhotněla.
Nicméně Kaya byla nepřátelská vůči svému muži, což dokazuje i fakt, že během svatební noci na něj vytáhla dýku.

## Manželský život
Kaya se nakonec ukázala být velmi důležitá pro politiku svého manžela. Často mu asistovala ve strategii a financích. Cestovatel Evliya ji označil jako přímý úkaz dobročinnosti celé dynastie. Poznamenal také, že v rámci všech princezen a jejich manželů, nikdo neměl na Kayu a Meleka. Po smrti Kaye se Melek vrhl na její rakev a nekontrolovatelně se rozbrečel.

## Smrt
26 dní po její smrti se Melek poprvé dokázal podívat na dítě, které bylo příčinou smrti jeho manželky. Rozdal almužnu svým sluhům, konkubínám a otrokům.
Když se dcera narodila, Kaya měla v lůně stále placentu a ta jí tlačila na srdce. Tu noc se všichni sloužící a porodní asistentky snažili placentu uvolnit, aby zachránili Kayu. Tři dny a tři noci se Kaya mučila v neskutečných bolestech. Den na to Kaya zemřela.